# Clair Obscur: Expedition 33
『Clair Obscur: Expedition 33』（クレール・オブスキュール：エクスペディション サーティースリー）は、サンドフォール・インタラクティブ（Sandfall Interactive） が開発し、ケプラー・インタラクティブ より2025年4月24日に発売されたゲームソフト。 対応プラットフォームはマイクロソフト・ウィンドウズ（Microsoft Windows）、エックスボックス・シリーズ（Xbox Series）、プレイステーション5（PlayStation 5） 。

## ストーリー
物語は、ベル・エポックに着想を得た暗く幻想的な世界を舞台にしている。そこでは、複数の若者たちが、モノリスに刻まれた年齢を超えたすべての人々を死に至らせる力を持つ存在を止めようとしている。

## 売上
『クレール・オブスキュール：エクスペディション33』は高い評価を受け、発売から3日間で100万本を売り上げた。その後12日で200万本を突破し、発売から1か月で330万本に達した。